# Sotíris Gorítsas
Sotíris Gorítsas (grec moderne : Σωτήρης Γκορίτσας), né en 1955 à Athènes, est un réalisateur, scénariste et producteur grec.

## Biographie
Après des études d'économie à Athènes, il partit pour la London International Film School.
Après quelques courts métrages, il réalisa pour le cinéma et la télévision.

## Filmographie
- 1981 : Finale ? (court-métrage) : réalisateur, scénariste, producteur, acteur
- 1958 : Proliptiki iatriki (documentaire) : réalisateur, scénariste
- 1990 : Despoina (TV) : réalisateur, scénariste, producteur
- 1993 : Ils sont venus de la neige : réalisateur, scénariste, producteur
- 1997 : Valkanizater : réalisateur, scénariste, producteur
- 2001 : Brazilero : réalisateur, scénariste
- 2007 : Parees : réalisateur, scénariste
- 2011 : Ap' ta kokala vgalmena : réalisateur, scénariste, producteur

## Récompenses
- Festival international du film de Thessalonique 1993 : pour Ils sont venus de la neige
  - Compétition internationale : Alexandre d'or et prix FIPRESCI
  - Compétition grecque : meilleur film ex æquo, meilleur scénario, meilleure photographie ex æquo